# Агафон Чудотворец
Агафо́н Чудотво́рец (Печерский, XIII—XIV века, Киев) — православный святой, монах Печерского монастыря. Преподобный. Память 20 февраля (4 марта) в високосный год или 20 февраля (5 марта) в невисокосные годы и 28 августа (10 сентября) в Соборе преподобных отцов Киево-Печерских в Дальних пещерах почивающих.
О жизни преподобного Агафона известно из надписи на доске, закрывавшей вход в пещеру. Она сообщает, что преподобный имел дар пророчества и исцеления, исцелял больных возложением рук.
Согласно антропологическим исследованиям, Агафон преставился в возрасте 30-40 лет. Местная канонизация совершилась в 1643 году, а общецерковное почитание установлено указами Святейшего синода 1762, 1775, 1784 годов. Его мощи покоятся в Дальних пещерах.